# مسجد حاج جمال
مسجد حاج جمال مربوط به دوره قاجار است و در شهرستان ابرکوه، بخش بهمن، شهر مهردشت، محله اردی واقع شده و این اثر در تاریخ ۲۶ اسفند ۱۳۸۶ با شمارهٔ ثبت ۲۲۱۲۶ به‌عنوان یکی از آثار ملی ایران به ثبت رسیده است.